# استارک‌ویتر (داکوتای شمالی)
استارک‌ویتر (به انگلیسی: Starkweather) شهری در ایالت داکوتای شمالی کشور ایالات متحده آمریکا است که جمعیت آن در سرشماری سال ۲۰۱۰ میلادی، ۱۱۷ نفر بوده‌است.